# Пискунов, Михаил Григорьевич
Михаил Григорьевич Пискуно́в (27 июля [9 августа] 1902 — 5 августа 1940) — советский оператор научно-популярного кино. Лауреат Сталинской премии второй степени (1941 — посмертно).

## Биография
Михаил Пискунов родился 27 июля (9 августа) 1902 года. В 1924—1927 годах учился в МИНХ имени Г. В. Плеханова. В кино начал работать с 1930 года в качестве оператора в лаборатории научного фильма Института микробиологии и эпидемиологии (Саратов) в группе режиссёра А. М. Згуриди. С 1932 года оператор московской студии «Союзтехфильм». Его операторское искусство отличалось высоким мастерством, тонким чувством композиции и света.
Михаил Георгиевич Пискунов умер 5 августа 1940 года.

## Фильмография
- 1935 — Пернатая смена
- 1938 — В глубинах моря
- 1939 — Календарь природы
- 1940 — Сила жизни (с Г. А. Троянским)

## Награды и премии
- Сталинская премия второй степени (1941 — посмертно) — за фильмы «В глубинах моря» (1938) и «Сила жизни» (1940)